# Etz Hayim Humash
Etz Hayim Humash, também conhecido como Etz Hayim: Torah and Commentary, é uma publicação chumash usada pelo movimento conservador judaico. Sua produção envolveu a colaboração da Rabbinical Assembly, a United Synagogue of Conservative Judaism e a Jewish Publication Society.